# 国际文献联合会分类体系
国际文献联合会分类体系（英語：Broad System of Ordering，缩写BSO）是联合国教科文组织和国际文献联合会一起制定的学科分类方法。
1. 知识总论
  - 哲学
  - 科学学
  - 逻辑学
  - 数学
  - 计算机科学
  - 信息科学
  - 传播学
  - 系统论
  - 管理
  - 研究
  - 方法论
2. 科学和技术
  - 物质科学
  - 生命科学
  - 农业科学
  - 兽医科学
  - 森林科学
  - 野生生物开发
  - 环境和自然资源
  - 生物医学科学
  - 心理学
3. 教育
  - 学校和学前教育
  - 高等教育
  - 成年和专门教育
  - 职业教育和训练
4. 人类的需要
  - 家政学
  - 工作和业余活动
5. 人文科学、文化和社会科学
  - 历史学
  - 地区研究
  - 社会集团和团体
  - 文化人类学
  - 人口统计学
  - 政治科学和政治
  - 行政管理
  - 法律
  - 社会福利
  - 经济学
  - 企业管理
6. 技术
  - 技术基础科学
  - 核工程技术
  - 电子和电气技术
  - 热工程和应用热力学
  - 机械工程
  - 结构工程
  - 环境工程
  - 运输技术及服务
  - 军事科学技术
  - 矿物开采
  - 加工工业
  - 食品和饮料技术
  - 非金属矿物开采
  - 金属工艺
  - 冶金学和金属制品
  - 纺织技术
  - 其他工业技术
7. 语言、语言学和文学
  - 语言学
  - 文学
  - 专门语言文学研究
8. 艺术
  - 音乐
  - 演奏
  - 乐器
9. 宗教和无神论